# Torpex
Torpex é um explosivo secundário 50% mais poderoso que TNT, em peso. 
Torpex é composto por 40.5% RDX, 40.5% TNT, 18% de alumínio em pó e 1% de cera.
Foi utilizada na Segunda Guerra Mundial, a partir de 1942. O nome é abreviado para "Torpedo Explosivo", tendo sido originalmente desenvolvido para uso em torpedos. Torpex revelou-se particularmente útil em munições subaquática porque o componente de alumínio teve o efeito de retardar o acionamento do explosivo principal, que veio a reforçar o seu poder destrutivo.

## Referência
- Gannon, Robert. Hellions of the Deep: The Development of American Torpedoes in World War II. University Park, Pa.: Pennsylvania State University Press, 1996. ISBN 0-271-01508-X.